# Луга (град)
Луга е град в северозападен Сенегал. Луга е пазарен център за добитък и има пътни и железопътни връзки с пристанищния град Сен Луи на северозапад и Дакар на югозапад. Районът около Луга е в северните граници на зоната за отглеждане на фъстъци (фъстъци) в Сенегал и е обитаван от фулани, които обикновено са пасторални номади, и волоф, които са заседнали фермери. Луга се намира в така наречения Ндиамбур, който някога е бил част от провинция Кайор.
През 2013 г., според официални данни от Националната агенция за статистика и демография [фр] (АНСД), Луга има население от 104 000 жители.

## Спорт
Стадион АСЕК Ндиамбур, по-известен като Стадион Aлбоири Ндияе, е многофункционален стадион. В момента се използва предимно за футболни мачове и служи като домашен терен на „АСЕК Ндиамбур“. Стадионът побира 15 000 души.

## Администрация
Луга е едновременно столица на департамент Луга и на регион Луга.
Административният регион Луга е създаден през 1976 г., разделен на 3 департамента с 11 области и 48 общности. Общините са 7.
Селското стопанство е основният сектор на икономиката на Луга. Риболовът се практикува на 50 км морски бряг в Поту.

## Забележителности
В Луга има- джамии (по-известни са- Хете Джао, Кър Сине, Медина Салам и други), жп гара, болници, стадион, бензиностанции, училища, поща, ресторанти, аптеки, магазини, хотели и други.

## Известни хора от Луга-
- Момар Гайе Диоп, първи кмет на Луга през 1956 г
- Мансур Буна Ндиайе, бивш заместник-кмет на Луга
- Абдиу Диуф, бивш президент на Сенегал (1981 – 2000)

-Абас Сол Сам Мбайе (1924 – 1998), син на Маме Шейх Мбайе, ислямолог
-Джили Мбайе (1927 – 1991), също син на Маме Шейх Мбайе, марабут, покровител и строител на основните инфраструктури на Луга
-Ахмаду Сакхир Ло (1903 – 1988), основател на ислямския институт на Коки, основан през 1939 г.
-Халифа Сол, бивш кмет на Дакар
-Амината Мбенге Ндиайе, кмет на Луга от 2009 до 2014 г.
-Мустафа Диоп, настоящ кмет на Луга от 2014 г
-Самба Хари Сисе, настоящ президент на регионалния съвет
-Шериф Тиам, художник
-Хайдар Ел Али, министър на екологията и защитата на природата
-Мубарак Ло, икономист и политик